# Автохорія

Поширення плодів кульбаби.

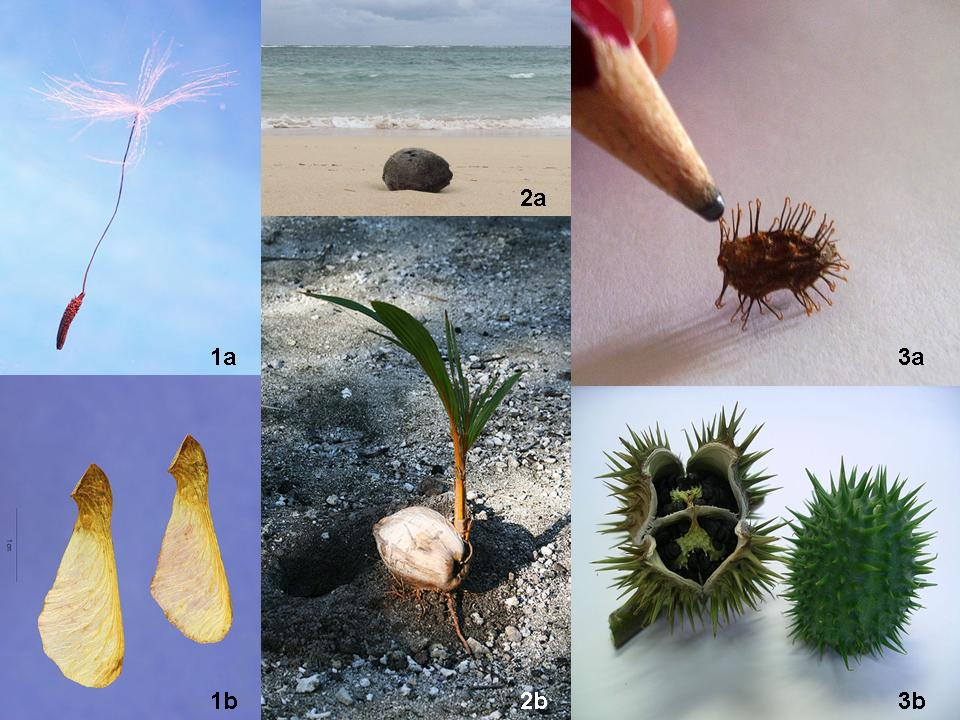
Поширення плодів рослин: анемохорія; гідрохорія; зоохорія

Автохорія, саморозкидання  (від грец. авто — сам і грец. хорія — просуваюсь) — поширення плодів, насіння, спор та вегетативних частин рослинного організму за допомогою пристосувань самої рослини, без дії зовнішніх агентів. Розрізняють різні форми автохорії: активне розкидання насіння з тріснутого стиглого плода (механохорія); заривання плодів у ґрунт (геокарпія); осипання плодів і насіння лише під впливом сили тяжіння (барохорія).